# Галактика-медуза

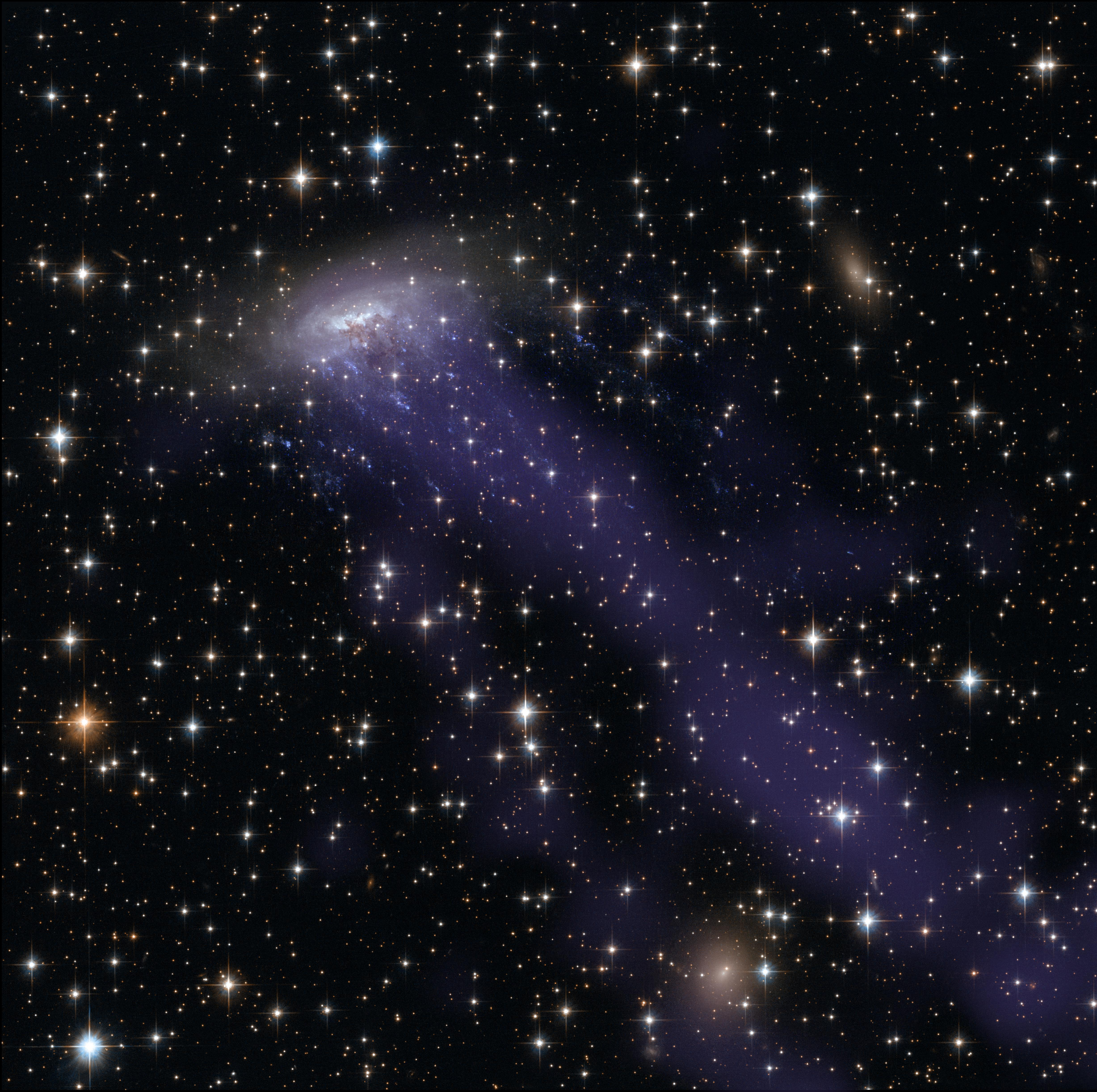
Выброс газа под давлением из галактики в ESO 137-001, напоминающий щупальца медузы

Галактика-медуза — тип галактики, встречающийся в скоплениях галактик. Они характеризуются выбросом диффузного газа из пораженной галактики внутрикластерной средой, что вызывает звездообразование вдоль газового хвоста, напоминающее щупальца медузы.

## Формирование
Исследователи не уверены, как звезды вообще могут образовываться внутри хвоста, поскольку процесс отделения должен был нагреть газ, сделав процесс образование звезд очень тяжелым.
Данные космического телескопа Хаббл свидетельствуют о том, что галактики-медузы возникают, когда спиральные галактики разрываются на части, когда они двигаются к плотным скоплениям галактик. Направление и положение щупалец показывают, как движется галактика, обычно в центр скопления. Звезды из наружных краев спиральной галактики вовлекаются в скопление, разрушая его характерную форму. Со временем вся спиральная галактика вовлекается в скопление, где она сливается с другими галактиками, образуя эллиптическую галактику.

## Особенности
Хотя галактики-медузы имеют схожие особенности, степень и сила звездообразования у них разная, как и степень деформации. Последнее, вероятно, главным образом вызвано отличиями в наклоне диска в направлении движения, тогда как первое может указывать на фазу преобразования, в том смысле, что звездообразование на границе газ-галактика прекращается с исчезновением газа.
Хвосты галактик-медуз многофазны, содержат газ с широким спектром плотностей и температур. В отличие от обычных галактик, у которых звезды образуются в диске, медузообразные галактики также имеют звездообразование в своих щупальцах.

## Известные представители
Галактики-медузы были замечены в ряде скоплений галактик:
- Abell 2125 (Красное смещение z=0,20): галактика ACO 2125 C153
- Abell 2667 (z=0,23): G234144−260358
- Abell 2744 (z=0,31): ACO 2744 Central Jellyfish, HLS001427-30234/ACO 2744 F0083, GLX001426-30241 / ACO 2744 F0237 / ACO 2733 CN104, MIP001417-302303 / ACO 2744 F1228, HLS001428-302334, GLX001354-302212.

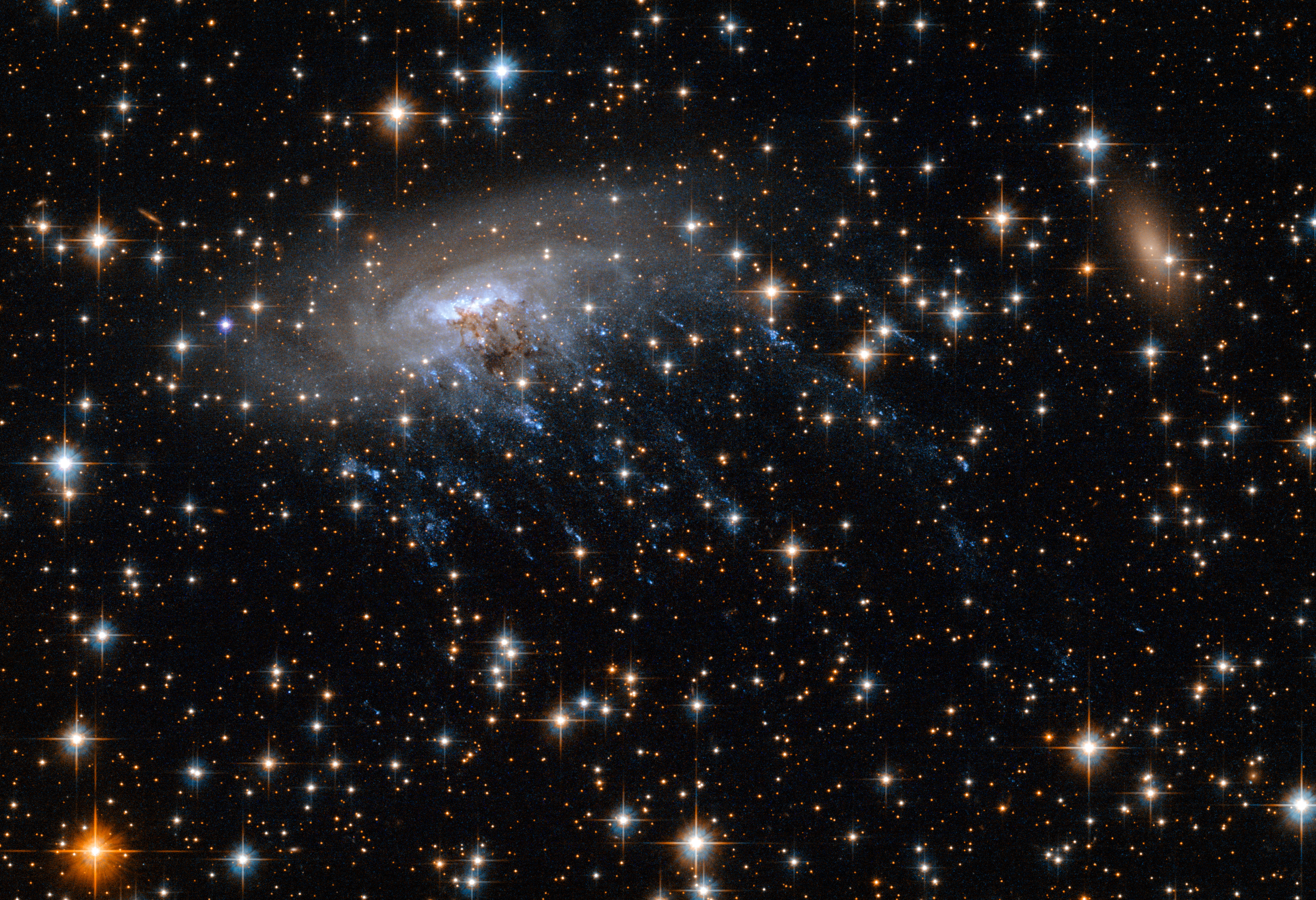
Изображение галактики ESO 137-001 в видимом свете

- Abell 3627 (z=0,0155): ESO 137-001.